# Areeiro (métro de Lisbonne)
Pour les articles homonymes, voir Areeiro.

Areeiro est une station du métro de Lisbonne sur la ligne verte.